# ゴンベ州

ゴンベ州
Gombe State, 𞤤𞤫𞤴𞤣𞤭 𞤺𞤮𞤥𞥆𞤦𞤫州の愛称: サバンナの宝石

¹ 予備調査

ゴンベ州 (ゴンベしゅう、英語：Gombe State、フラニ語: 𞤤𞤫𞤴𞤣𞤭 𞤺𞤮𞤥𞥆𞤦𞤫; ハウサ語: Jihar Gombe) は、ナイジェリア北東部の州である。
ゴンベ州にはヤンカリ野生公園がある。
1996年10月、サニ・アバチャ将軍の軍事政権により、バウチ州の南東部が分割され設置された。
2006年の人口は約235.3万人。
州都はゴンベ。
座標: 北緯10度15分 東経11度10分 / 北緯10.250度 東経11.167度